# Arturo Aiello
Arturo Aiello (ur. 14 maja 1955 w Vico Equense) − włoski duchowny katolicki, biskup Avellino od 2017.

## Życiorys
Święcenia kapłańskie otrzymał 7 lipca 1979 i został inkardynowany do archidiecezji Sorrento-Castellammare di Stabia. Był m.in. wikariuszem biskupim ds. liturgii i posług kościelnych, delegatem biskpim ds. duchowieństwa i życia konsekrowanego, a także ojcem duchownym archidiecezjalnego seminarium.
13 maja 2006 papież Benedykt XVI mianował go biskupem diecezji Teano-Calvi. Sakry udzielił mu 30 czerwca 2006 ówczesny prefekt Kongregacji ds. Biskupów, kardynał Giovanni Battista Re. 
6 maja 2017 papież Franciszek przeniósł go na urząd biskupa diecezji Avellino. Ingres odbył się 30 czerwca 2017.